# 橋口譲二
橋口 譲二（はしぐち じょうじ、1949年 - ）は、日本の写真家。おもに人物写真を手がけ、特定のテーマのもとに撮影した多数の人物の写真をまとめて写真集を作るというスタイルで、数多くの写真集をまとめている。
名の「譲二」はローマ字では「Joji」とされることもあるが、「George」と表記されることもある。

## 経歴
鹿児島県に生まれ、鹿児島経済大学（鹿児島国際大学の前身）を中退して、19歳の時上京し、写真学校に学ぶ。その後、日本各地を放浪する。1981年、平凡社の雑誌『太陽』の写真コンテスト「第18回太陽賞」に応募し、新宿歌舞伎町や原宿などの路上の若者たちの姿をとらえた29枚の組み写真「視線」で受賞を果たし、写真家としてデビューした。
1981年12月に初めて訪れて以降、橋口はしばしばベルリンへ赴き、写真撮影とともに執筆にも取り組み、写真集『ここにいたっていいじゃないか』（1985年）、ルポルタージュ『ベルリン物語』（1985年）など、一連のベルリン関係の著作や写真集を出版した。
1980年代後半から、橋口は「日本と日本人」をテーマに、北海道から沖縄まで全国での撮影を続け、その成果の中からまとめられた、百人以上の17歳の人物写真を収めた写真集『十七歳の地図』（1988年）、東京で一人暮らしをする若者たちのインタビュー集『それぞれの時』（1989年）、120人の父親たちを写した写真集『Father』（1990年）、様々な職業の人々を被写体とした写真集『職 1991～1995 WORK』（1996年）、明治から大正に生まれた、当時70歳以上の人々を姿を収めた『夢 Dream』（1997年）などは、新聞等の書評で取り上げられた。
1989年11月にベルリンの壁が崩壊した際、橋口はロンドンに滞在していたが、直ちに現地に向かい写真を撮った。また、1990年暮れに現地で購入した中古のローライフレックスでベルリンを撮影した『BERLIN』（1992年）は、写真展とあわせて注目された。
1992年には、日本写真協会賞年度賞と、東川賞国内作家賞を受賞した。
1997年には、写真集『視線』がリクルート系の出版社メディアファクトリーから出版される運びになっていたが、見本刷りの段階で、当時未成年であった一般人の肖像権等を侵害するのではないかという懸念から、発売中止となり、配本直前だった本は裁断された。橋口は自費出版という形をとり、『視線』は、橋口の個人事務所ミトローパから出版された。
2000年以降は、カメラを使ったワークショップや、ポートレート写真と朗読を組み合せた「スチルムービー」のパフォーマンスを国内外各地で展開し、インドなどでもワークシップを行なった。2003年にはこうした活動に永続的に取り組むためにNGO組織「APOCC」を創設した。
2001年から2006年にかけて、橋口が撮影した17歳の少年少女の人物写真が、雑誌『世界』の表紙に掲載され、後に写真集『17歳 2001-2006』（2008年）にまとめられた。
2004年12月から1年間、文化庁の国際交流事業により、再びドイツに滞在し、「スチルムービー」のワークショップなどを展開した。
橋口に師事した写真家には、星野博美らがいる。

## おもな業績

### 写真集
- 俺たち、どこにもいられない、草思社、1982年
- ここにいたっていいじゃないか、集英社、1985年
- 十七歳の地図、文藝春秋、1988年
- 南からの風、扶桑社、1988年（2冊組）
- 動物園、情報センター出版局、1989年
- Father、文藝春秋、1990年（新装版、産業編集センター、2007年）
- DIE MAUER、情報センター出版局、1991年
- BERLIN、太田出版、1992年（再刊：ミトローパ、1997年[19]）
- Couple、文藝春秋、1992年（新装版、産業編集センター、2007年）
- ひと夏：「ファザーファッカー」The Photography、リトル・モア、1995年
- 職 1991～1995 WORK、メディア・ファクトリー、1996年
- 夢 Dream、メディア・ファクトリー、1997年
- BERLIN、ミトローパ、1997年
- 視線、ミトローパ、1998年
- 疾走、角川書店、1998年
- 自由、角川書店、1998年
- 17歳、角川書店、1998年（新装版、産業編集センター、2007年）
- 子供たちの時間、小学館、1999年
- 17歳 2001-2006、岩波書店、2008年
- Hof - ベルリンの記憶、岩波書店、2011年

### 著作
- いま世界の十代は、小学館、1983年
- ベルリン物語、情報センター出版局、1983年
- （山口文憲との共著）ソウルの大観覧車、平凡社、1986年
- まゆみさん物語、情報センター出版局、1987年
- それぞれの時、草思社、1989年（のち、新潮文庫版、1993年）
- 新・ベルリン物語（上・下）、情報センター出版局、1993年
- （広瀬隆との共著）ドイツの森番たち、集英社、1994年
- 17歳の軌跡、文藝春秋、2000年
- （星野博美との共著）対話の教室―あなたは今、どこにいますか?、平凡社、2002年
- ひとりの記憶 海の向こうの戦争と、生き抜いた人たち 文藝春秋 2016年